# Хиден Лејк (Колорадо)
Хиден Лејк (енгл. Hidden Lake) насељено је место без административног статуса у америчкој савезној држави Колорадо.

## Демографија
По попису из 2010. године број становника је 31.
| Група             | 2000.    | 2010.      |
| Белци             | 0 (0,0%) | 26 (83,9%) |
| Афроамериканци    | 0 (0,0%) | 0 (0,0%)   |
| Азијати           | 0 (0,0%) | 1 (3,2%)   |
| Хиспаноамериканци | 0 (0,0%) | 2 (6,5%)   |
| Укупно            | 0        | 31         |